# جایزه بزرگ فرانسه ۲۰۲۱
جایزه بزرگ فرانسه ۲۰۲۱ یک مسابقه اتومبیل‌رانی فرمول یک است که قرار است در ۲۰ ژوئن ۲۰۲۱ در پیست پل ریکارد در لو کاستله، برگزار می‌شود. این مسابقه هفتمین دور از مسابقات جهانی فرمول یک ۲۰۲۱ باشد. از زمان آغاز ساخت این مجموعه در سال ۱۹۵۰، شصت و یکمین بار است که جایزه بزرگ فرانسه به عنوان یکی از مسابقات جهانی فرمول یک گنجانده می‌شود.

## زمینه

### شرکت کنندگان
همه رانندگان اصلی که در ورودی مسابقات بودند برای این مسابقه حضور یافتند.

### جدول زمانی
| نوع مرحله | نام مرحله | روز مرحله | روز مرحله    | زمان  |
| نوع مرحله | نام مرحله | هفتگی     | تاریخی       | زمان  |
| --------- | --------- | --------- | ------------ | ----- |
| تمرین     | تمرین ۱   | جمعه      | ۱۸ ژوئن ۲۰۲۱ | ۱۱:۳۰ |
| تمرین     | تمرین ۲   | جمعه      | ۱۸ ژوئن ۲۰۲۱ | ۱۵:۰۰ |
| تمرین     | تمرین ۳   | شنبه      | ۱۹ ژوئن ۲۰۲۱ | ۱۲:۰۰ |
| تعیین خط  | تعیین خط  | شنبه      | ۱۹ ژوئن ۲۰۲۱ | ۱۵:۰۰ |
| مسابقه    | مسابقه    | یک‌شنبه    | ۲۰ ژوئن ۲۰۲۱ | ۱۵:۰۰ |

### ترکیب لاستیک
| آب و هوا | مخصوص آب و هوای خشک     | مخصوص آب و هوای خشک         | مخصوص آب و هوای خشک     | مخصوص آب و هوای بارانی                             | مخصوص آب و هوای بارانی               |
| -------- | ----------------------- | --------------------------- | ----------------------- | -------------------------------------------------- | ------------------------------------ |
| تصویر    | لاستیک هارد C5          | لاستیک هارد C5              | لاستیک هارد C5          | لاستیک هارد C5                                     | لاستیک هارد C5                       |
| نام      | هارد (به انگلیسی: Hard) | میدیوم (به انگلیسی: Medium) | سافت (به انگلیسی: Soft) | اینترمدیت (نیمه بارانی) (به انگلیسی: Intermediate) | اینترمدیت (بارانی) (به انگلیسی: Wet) |
| ترکیب    | ترکیب تایر نیمه نرم-سفت | ترکیب تایر نیمه نرم-سفت     | ترکیب تایر نیمه نرم-سفت | ترکیب تایر نیمه نرم-سفت                            | ترکیب تایر نیمه نرم-سفت              |

## تعیین خط
| جایگاه              | راننده            | شماره | تیم                | زمان‌ها    | زمان‌ها    | زمان‌ها   |
| جایگاه              | راننده            | شماره | تیم                | Q1        | Q2        | Q3       |
| ------------------- | ----------------- | ----- | ------------------ | --------- | --------- | -------- |
| ۱                   | مکس ورشتپن        | ۳۳    | ردبول ریسینگ-هوندا | '۱:۳۱٫۰۰۱ | ۱:۳۱٫۰۸۰  | ۱:۲۹٫۹۹۰ |
| ۲                   | لوییس همیلتون     | ۴۴    | مرسدس              | ۱:۳۱٫۲۳۷  | ۱:۳۰٫۷۸۸  | ۱:۳۰٫۲۴۸ |
| ۳                   | والتری بوتاس      | ۷۷    | مرسدس              | ۱:۳۱٫۶۶۹  | ۱:۳۰٫۷۳۵  | ۱:۳۰٫۳۷۶ |
| ۴                   | سرجیو پرز         | ۱۱    | ردبول ریسینگ-هوندا | ۱:۳۱٫۵۶۰  | ۱:۳۰٫۹۷۱  | ۱:۳۰٫۴۴۵ |
| ۵                   | کارلوس ساینز      | ۵۵    | فراری              | ۱:۳۲٫۰۷۹  | ۱:۳۱٫۱۴۶  | ۱:۳۰٫۸۴۰ |
| ۶                   | پیر گسلی          | ۱۰    | آلفاتاوری-هوندا    | ۱:۳۱.۸۹۸  | ۱:۳۱.۳۵۳  | ۱:۳۰.۸۶۸ |
| ۷                   | شارل لکلرک        | ۱۶    | فراری              | ۱:۳۲٫۲۰۹  | ۱:۳۱٫۵۶۷  | ۱:۳۰٫۹۸۷ |
| ۸                   | لاندو نوریس       | ۴     | مک‌لارن-مرسدس       | ۱:۳۱٫۷۳۳  | ۱:۳۱٫۵۴۲  | ۱:۳۱٫۲۵۲ |
| ۹                   | فرناندو آلونسو    | ۱۴    | آلپاین-رنو         | ۱:۳۲٫۱۵۸  | ۱:۳۱٫۵۴۹  | ۱:۳۱٫۳۴۰ |
| ۱۰                  | دنیل ریکیاردو     | ۳     | مک‌لارن-مرسدس       | ۱:۳۲.۱۸۱  | ۱:۳۱.۶۱۵  | ۱:۳۱.۳۸۲ |
| ۱۱                  | استابان اوکون     | ۳۱    | آلپاین-رنو         | ۱:۳۲٫۱۳۹  | ۱:۳۱٫۷۳۶  | —        |
| ۱۲                  | سباستین فتل       | ۵     | استون مارتین-مرسدس | ۱:۳۲٫۱۳۲  | ۱:۳۱٫۷۶۷  | —        |
| ۱۳                  | آنتونیو جوویناتزی | ۹۹    | آلفارومئو-فراری    | ۱:۳۲٫۷۲۲  | ۱:۳۱٫۸۱۳  | —        |
| ۱۴                  | جورج راسل         | ۶۳    | ویلیامز-مرسدس      | ۱:۳۳٫۰۶۰  | ۱:۳۲٫۰۶۵  | —        |
| ۱۵                  | میک شوماخر        | ۴۷    | هاس-فراری          | ۱:۳۲٫۹۴۲  | بدون زمان | —        |
| ۱۶                  | نیکلاس لطیفی      | ۶     | ویلیامز-مرسدس      | ۱:۳۳٫۰۶۲  | —         | —        |
| ۱۷                  | کیمی رایکونن      | ۷     | آلفارومئو-فراری    | ۱:۳۳٫۳۵۴  | —         | —        |
| ۱۸                  | نیکیتا مازپین     | ۹     | هاس-فراری          | ۱:۳۳٫۵۵۴  | —         | —        |
| زمان ۱۰۷٪: ۱:۳۷٫۳۷۱ |                   |       |                    |           |           |          |
| -                   | لانس استرول       | ۱۸    | استون مارتین-مرسدس | بدون زمان | —         | —        |
| -                   | یوکی سونودا       | ۲۲    | آلفاتاوری-هوندا    | بدون زمان | —         | —        |
| منابع:              |                   |       |                    |           |           |          |

## مسابقه
| جایگاه                                                             | شماره | راننده            | سازنده             | دور | زمان        | امتیاز |
| ------------------------------------------------------------------ | ----- | ----------------- | ------------------ | --- | ----------- | ------ |
| ۱                                                                  | ۳۳    | مکس ورستاپن       | ردبول ریسینگ-هوندا | ۵۳  | ۱:۲۷:۲۵٫۷۷۰ | ۲۶۱    |
| ۲                                                                  | ۴۴    | لوییس همیلتون     | مرسدس              | ۵۳  | ۲٫۹۰۴+      | ۱۸     |
| ۳                                                                  | ۱۱    | سرجیو پرز         | ردبول ریسینگ-هوندا | ۵۳  | ۸٫۸۱۱+      | ۱۵     |
| ۴                                                                  | ۷۷    | والتری بوتاس      | مرسدس              | ۵۳  | ۱۴٫۶۱۸+     | ۱۲     |
| ۵                                                                  | ۴     | لاندو نوریس       | مک‌لارن-مرسدس       | ۵۳  | ۱:۰۴٫۰۳۲+   | ۱۰     |
| ۶                                                                  | ۳     | دنیل ریکیاردو     | مک‌لارن-مرسدس       | ۵۳  | ۱:۱۵٫۸۵۷+   | ۸      |
| ۷                                                                  | ۱۰    | پیر گسلی          | آلفاتاوری-هوندا    | ۵۳  | ۱:۱۶٫۵۹۶+   | ۶      |
| ۸                                                                  | ۱۴    | فرناندو آلونسو    | آلپاین-رنو         | ۵۳  | ۱:۱۷٫۶۹۵+   | ۴      |
| ۹                                                                  | ۵     | سباستین فتل       | استون مارتین-مرسدس | ۵۳  | ۱:۱۹٫۶۶۶+   | ۲      |
| ۱۰                                                                 | ۱۸    | لانس استرول       | استون مارتین-مرسدس | ۵۳  | ۱:۳۱٫۹۴۶+   | ۱      |
| ۱۱                                                                 | ۵۵    | کارلوس ساینز      | فراری              | ۵۳  | ۱:۳۹٫۳۳۷+   |        |
| ۱۲                                                                 | ۶۳    | جورج راسل         | ویلیامز-مرسدس      | ۵۲  | +۱ دور      |        |
| ۱۳                                                                 | ۲۲    | یوکی سونودا       | آلفاتاوری-هوندا    | ۵۲  | +۱ دور      |        |
| ۱۴                                                                 | ۳۱    | استابان اوکون     | آلپاین-رنو         | ۵۲  | +۱ دور      |        |
| ۱۵                                                                 | ۹۹    | آنتونیو جوویناتزی | آلفارومئو-فراری    | ۵۲  | +۱ دور      |        |
| ۱۶                                                                 | ۱۶    | شارل لکلرک        | فراری              | ۵۲  | +۱ دور      |        |
| ۱۷                                                                 | ۷     | کیمی رایکونن      | آلفارومئو-فراری    | ۵۲  | +۱ دور      |        |
| ۱۸                                                                 | ۶     | نیکلاس لطیفی      | ویلیامز-مرسدس      | ۵۲  | +۱ دور      |        |
| ۱۹                                                                 | ۴۷    | میک شوماخر        | هاس-فراری          | ۵۲  | +۱ دور      |        |
| ۲۰                                                                 | ۹     | نیکیتا مازپین     | هاس-فراری          | ۵۲  | +۱ دور      |        |
| سریع‌ترین دور: مکس ورستاپن (ردبول ریسینگ-هوندا) - ۱:۳۶٫۴۰۴ (دور ۳۵) |       |                   |                    |     |             |        |

#### یاداشت
- ^  – یک امتیاز برای سریع‌ترین دور

## رده‌بندی قهرمانی پس از مسابقه
جدول رده‌بندی قهرمانی رانندگان
| ت. ج | جایگاه | راننده        | امتیازات |
| ---- | ------ | ------------- | -------- |
|      | ۱      | مکس ورستاپن   | ۱۳۱      |
|      | ۲      | لوئیس همیلتون | ۱۱۹      |
|      | ۳      | سرجیو پرز     | ۸۴       |
|      | ۴      | لاندو نوریس   | ۷۶       |
| ۱    | ۵      | والتری بوتاس  | ۵۹       |

جدول رده‌بندی قهرمانی سازندگان
| ت. ج | جایگاه | سازنده             | امتیازات |
| ---- | ------ | ------------------ | -------- |
|      | ۱      | ردبول ریسینگ-هوندا | ۲۱۵      |
|      | ۲      | مرسدس              | ۱۷۸      |
| ۱    | ۳      | مک‌لارن-مرسدس       | ۱۱۰      |
| ۱    | ۴      | فراری              | ۹۴       |
|      | ۵      | آلفاتاوری-هوندا    | ۴۵       |